# علم أمراض الدم
علم أمراض الدم أو باثولوجيا الدم (بالإنجليزية: Hematopathology)‏ :
هو فرع من فروع علم الأمراض الذي يعنى بالأمراض التي تصيب خلايا الدم الوليدة. أجيزت باثولوجيا الدم من مجلس الاختصاص في الولايات المتحدة الأمريكية (الهيئة الأمريكية لعلم الأمراض) والتي تمارس عن طريق الفيزيائيين الذين أكملوا علم الأمراض العام (تشريحياً سريرياً، أو اشتراكاً) بالإضافة إلى تجربة التدريب في علم أمراض الدم.